# Scaphoideus coronatus
Scaphoideus coronatus är en insektsart som beskrevs av Kitbamroong och Freytag 1978. Scaphoideus coronatus ingår i släktet Scaphoideus och familjen dvärgstritar. Inga underarter finns listade i Catalogue of Life.